# プログレスM-37
プログレスM-37(ロシア語: Прогресс М-37)はロシア連邦が1997年にミール宇宙ステーションの補給のために打ち上げた無人宇宙補給機プログレス補給船。シリアル番号は236番だった

## 運用
1997年12月20日11時45分1秒972(MSK、UTC8時45分2秒) バイコヌール宇宙基地1/5発射台から打ち上げられた。
1997年12月22日13時22分13秒(MSK、UTC10時22分13秒)にミールのクバント1にドッキングした。 ランデブーとドッキングは自動操縦で行われた。
1998年3月16日22時16分1秒(MSK、19時16分1秒 UTC)にミールからのドッキングを解除し、プログレスはステーションから離脱した。
ドッキングの解除後、排気成分と燃焼性生物によるステーション周辺の空間の汚染度を調べる«Релаксация»と呼ばれる実験が行われた。

## 搭載貨物
宇宙ステーションへの輸送として2400kg程度の燃料、酸素混合体、個人保護用品、交換用の機材、クルー用品などが搭載されていた。
貨物の合計重量は2492 kgだった。

## 註
1. ↑  “Грузовой корабль "Прогресс М-37" ("Progress M-37")”. 2012年9月13日時点のオリジナルよりアーカイブ。2012年2月25日閲覧。
2. ↑  “Хронология полётов за 1997 год”. РКК Энергия